# Love or Bread
Love or Bread (chino tradicional: 我的億萬麵包 ; pinyin: Wo De Yi Wan Mian Bao ; literalmente "Mi pan millones de dólares" ; en español: El amor o el pan) es un drama taiwanés protagonizada por Joe Cheng y Ariel Lin juntamente con Bryant Chang. Fue transmitido por CTV y GTV en 2008-2009.

## Argumento
Frank (Joe Cheng) es un joven que lleva las marcas de diseñador y piensa que es más bien suave, cuando en realidad es pobre. Tenía un pasado trágico y (sus padres murieron), que no sabe cómo manejar el dinero. Él pidió dinero prestado a los usureros, pero terminó con una banda que viene después de él. Considera que empeñar el anillo de boda de su madre, lo único que le quedaba de ella, pero no podía hacerlo.
Zhen Shan Mei (Ariel Lin) es una muchacha pobre pero muy amoroso, cariñoso y muy trabajador. Ella tiene un novio, pero él se mueve a la parte continental de China para la universidad y promete que se va a casar después de que se gradúe. Shan Mei va tras él a China con la esperanza de que por fin se van a casar. Familia Shan Mei está en contra de su decisión, ya que necesitan que se los apoye, pero su padre literalmente mantiene con el resto de la familia, mientras gritaba a Shan Mei que ella debe ir y ser feliz. Conoce a Frank mientras él está huyendo de los mafiosos que le prestaron el dinero en el baño de damas. Pensando que es un pervertido, ella le informa a la policía y lo arrestaron consigue. El anillo cayó del bolsillo de Frank en el baño de la niña y la policía lo metió en la bolsa Shan Mei. Conoce Shan Mei, una vez más, esta vez en la carretera. Trata de conseguir su anillo de ella, pero ella no tiene idea de lo que está hablando y ella sigue pensando que es un pervertido. No recibe su anillo, pero él se pone a llevarla al aeropuerto. Cuando llega a su destino, se encuentra con su novio y casualmente menciona "Xiao Bo", su mejor amigo hombre. Con el tiempo, su novio no puede tener la culpa y admite Shan Mei que él la traicionó y cayó por Xiao Bo, que es en realidad una chica.
Shan Mei vuelve a Taiwán sin lugar a donde ir. Ella no puede ir a casa porque su madre le dijo cuando ella se iba a China de que si se iba entonces no sería considerado un miembro de la familia más. Su mejor amiga, Wang Ling Long (Zhang Yu Chen) estaba constantemente molestando a que no se vaya, e incluso dijo que "no me vengas llorando". Shan Mei decide alquilar un lugar mediante el uso de anillo de Frank de que la policía había encontrado. Su inquilino vecino resulta ser otro que Frank nadie.
Cuando los dos quieren dinero y son completamente opuestos. El tiempo vino para que Shan Mei piensa en poner fin a su vida porque no hay ninguna esperanza de volver a estar con su novio.
Ahí es cuando Shan Mei y Frank satisfacer numerosas ocasiones. Pero ambos están teniendo problemas de dinero por lo que la decisión de vivir juntos. Lo que no saben que ambos empezaron a caer en el amor unos con otros.

## Reparto
- Joe Cheng es Frank/ Cai Jing Lai 蔡進來.
- Ariel Lin es Zheng Shan Mei 曾善美.
- Bryant Chang es Jin En Hao 金恩浩.
- Zhang Yu Chen es Wang Ling Long 黃玲瓏.
- Huang Wen Xing es Wen Xing (él mismo) 文星.
- Lu Xiao Lin es Ye Ke Na 葉可娜.
- Wu Jian Fei es Jing Rong 景融.
- Zhang Na es Xiao Bo 曉波.
- Guo Zi Qian es Zhen Huo Shu 曾火樹.
- Lin Mei Xiu es Zhen Huang Shui Liang 曾黃水涼.
- Wang Yue Tang es Zeng Xiao Bei 曾小貝.
- Yue Yao Li como padre adoptivo de En Hao.
- Zhao Shun es Wan Ye.